# 主观权利
主观权利，该词直译自德语“Subjektives Recht”，在法律意义上就是指权利。由于德语“Recht”一词既有“权利”的含义，又有“法律”的含义，所以在德语法律用语中分别以“Subjektives Recht”和“Objektives Recht”来特指“Recht”一词的“权利”和“法律”两个含义。